# 도시처녀 시집와요 (노래)
《도시처녀 시집와요》는 조선민주주의인민공화국의 가수인 리경숙의 노래이다. 최준경이 작사하고 리종오가 작곡했으며 보천보전자악단이 노래의 연주를 맡았다. 1993년 평양연극영화대학이 제작한 영화 《도시처녀 시집와요》의 주제가이다.